# 池田理代子
池田 理代子（いけだ りよこ、1947年12月18日 - ）は、日本の漫画家・劇画家、声楽家・オペラ歌手、歌人。大阪府出身、千葉県柏市育ち、東京都渋谷区在住を経て現在は静岡県熱海市在住。血液型はAB型。

## 来歴

### 生い立ち
大阪府大阪市東淀川区上新庄生まれ。大阪市立新庄小学校、柏市立柏第二中学校、都立白鷗高校卒。東京教育大学文学部哲学科中退。
武家の出身で職業軍人の娘だった母と、離婚歴のある父との間に長女として生まれた。教師になりたかった母の教育熱のお陰で、多くの習い事（歌、書道、琴、ピアノ、声楽、茶道、絵画、そろばん、華道、英語など）をさせてもらった。一方で、空想癖と動作の緩慢、加えて容貌へのコンプレックスもあって自分独りの世界にこもった。自己主張に目覚めるのは、言葉も気候も景色も違う関東に転居してからという。
中学生になって日記を書き始めると「物語」を書くことにのめり込み、創作民話、童話、恋愛小説などを節操なく書いた。大学は哲学科に進んだが、物語をかくことは終生やめられそうになかった。

### 漫画執筆を開始
学者を志し勉強していたが、1年で父親からの金銭的援助が打ち切られてしまうために、生活の糧として漫画を描き始める。この間、日本共産党系の日本民主青年同盟（民青同盟）に加盟して学生運動も経験する。
出版社へ持ち込むが、技術の未熟さを指摘され、貸本屋向けの出版社で執筆を始めた。この下積み時代に、原稿料をもらうまで1個5円の麩（圧縮麩）を2つ買って3日間過ごした事もあった。2〜3年の下積み生活の後、出版社からスカウトがかかり、1967年に『バラ屋敷の少女』でデビュー。

### デビュー後
1972年に『週刊マーガレット』にて連載を開始した『ベルサイユのばら』が空前のヒット。石膏デッサンや油絵など本格的な絵の勉強をしながら連載を続けた。執筆のきっかけとなったのは、高校2年生の夏に読んだツヴァイクの『マリー・アントワネット』で彼女の魅力を知り、書きたいと思っていたことにある。多忙のため大学に戻れず、入学から7年で中退を余儀なくされたが、2年間連載された同作品で少女漫画家としての人気は不動のものとなった。
1974年から『おにいさまへ…』を連載した。さらに1975年からは『オルフェウスの窓』の連載を開始。1980年、同作品で第9回日本漫画家協会賞優秀賞受賞。
1984年に、不倫相手の松谷蒼一郎との会話のテープを報道社に送り付け、スキャンダルに。この不倫スキャンダルは当時、週刊誌やテレビで大々的に取り上げられる。

### 40代で音大入学
40歳から更年期障害に悩まされ、残りの人生について考える機会が増えた池田は、音楽への道に進むかどうか5年間の思案の後、45歳で音大受験を決意。1995年、東京音楽大学声楽科に入学。ピアニスターHIROSHIとコンサートを開くなど活動した。同年、当時は日本銀行考査局長で後に大和総研副理事長になった賀来景英と再々婚して話題となった。1998年にはNHK「課外授業 ようこそ先輩」に出演し、母校の大阪市立新庄小学校にて聖徳太子をテーマに授業を行った。1999年に大学卒業。
以降、コンサート出演や講演などの活動を行う。2005年には、世界初録音9曲を含むマリー・アントワネット作曲の歌曲12曲を歌ったCDを発売した。また、同年より『朝日新聞』土曜日朝刊別冊「be on sunday・エンターテインメント」4コマ漫画と、コラム『ベルばらKids』を連載する。

### 近年の活動
2009年3月11日、フランス政府から、多くの日本人が『ベルサイユのばら』を通じてフランスの歴史、言葉、食文化などに関心を持ったとし、レジオン・ドヌール勲章シュバリエ章が授与された。
2009年からオペラ歌手の村田孝高と同居。2013年から共同でブログを運営している。
短歌にも親しんでおり、2016年8月20日、岡山市で開催された塔短歌会全国大会にゲストとして参加した際、同会への入会を表明した。2020年には第一歌集『寂しき骨』を出版。太平洋戦争に出征して奇跡的な生還を果たした父が大きなテーマとなっている。
20代の頃に自身の著作権管理会社を設立。実妹が社長を務め、自身は社員として給与を受け取っていた。音大に入学する際も、在学中の4年間は執筆活動が出来ないにもかかわらず、実妹が後押ししたために実現し、東敦子に師事した。その後、東京で借りていた自宅兼アトリエのマンションの家賃が大幅に値上がりするのを機に、先述の管理会社の退職金を用いて2017年に熱海のマンションに移住した。

## 「聖徳太子」と「日出処の天子」
2007年、池田は「ある漫画家」の作品で聖徳太子と蘇我毛人の「霊的恋愛」が描かれていることに違和感を覚えたと発言した。一方で自分は〔1991年 - 1994年連載の作品で〕「史実に忠実な聖徳太子を描いた」とも述べており、テーマも四天王寺から依頼されたもので、正史に沿うよう努めたという。この記事に対してインターネットを中心に反応があり、それがマスコミにも取りあげられた。『週刊新潮』は山岸凉子の『日出処の天子』（1980年 - 1984年連載）と比較し、類似点を確認する論者として唐沢俊一を挙げている。

## 漫画作品
- ベルサイユのばら
1972年 - 1973年。宝塚歌劇団による舞台化が大成功。アニメ化・映画化もされ、一種の社会現象を巻き起こした。
- おにいさまへ…
1974年。NHK BS2でアニメ化され、1991年7月14日から1992年5月31日まで放送。
- オルフェウスの窓
1975年 - 1981年。宝塚歌劇団で舞台化され、瀬戸内美八のさよなら公演となった。
- 栄光のナポレオン-エロイカ
1986年 - 1995年。ナポレオン・ボナパルトの栄光と没落を描いた大作。ロザリー、ベルナール、アランなど『ベルサイユのばら』の登場人物達も再登場し、続編的要素を持つ。
- クローディーヌ…!（英語版）
1978年。
- 蒼い柘榴
- 祖国に愛を
- 沈丁花
- 妖子
- ふたりぽっち
- エピタラム
- ウェディング・ドレス
- 桜京
- 雨あがり
- 真理子
- 私漫画
- 白いエグモント
- 章子のエチュード
- パラノイア
- ズライカ
- マイ・ダイヤモンド
- 大人の恋愛時間
- 聞かなかった言葉
- 秋の華
- 風の記憶
- 魅女物語
- ガラスの闇
- フリージアの朝
- シジフォスは憩う
- エピタラム-祝婚歌
- 池田理代子短篇集
- 風を摘むプシケ（池田理代子&矢島正雄）
- 春の雪（三島由紀夫&池田理代子&宮本えりか）
2006年。
- ファルコンの名騎手（池田理代子&バーバラ・カートランド）
- 愛はワルツにのせて（池田理代子&バーバラ・カートランド）
- 華麗なるロンドンの夜会（池田理代子&バーバラ・カートランド）
- 謎の貴婦人（池田理代子&バーバラ・カートランド）
- 国王とじゃじゃ馬娘（池田理代子&バーバラ・カートランド）
- 女王エリザベス（池田理代子&宮本えりか）
1999年。イングランド女王エリザベス1世の伝記を漫画化。元題は『エリザベス 国と結婚した女王』だった。
- 愛は永遠に（池田理代子&珠玉傑）
- ゆれる早春（池田理代子&珠玉傑）
- 生きててよかった!（池田理代子&珠玉傑）
- 女帝エカテリーナ
1982年 - 1984年。アンリ・トロワイヤ原作のエカテリーナ2世の伝記の漫画化。
- 春日局 けふぞ火宅を
1989年。
- 聖徳太子
1992年 - 1994年。
- 天の涯まで（ポーランド語版）
1999年。ポーランド分割の悲劇を描いた作品であり、主人公はナポレオンの元帥でもあったユーゼフ・ポニャトフスキ。『女帝エカテリーナ』『ベルサイユのばら』『栄光のナポレオン-エロイカ』の3作品の外伝的要素もある。
- ニーベルンクの指輪
2000年 - 2001年。リヒャルト・ワーグナー作の同名の楽劇を元にした作品。
- 太王四神記
2007年9月25日から漫画化した韓国ドラマ『太王四神記』を連載する。
- ベルばらKids
2005年10月より2013年3月まで『朝日新聞』土曜日朝刊別冊「be」に連載された、『ベルばら』のキャラクター達によるコミカルな四コマ漫画。

## 漫画以外の著書
- 『愛と苦悩 ブラームス』（音楽之友社・ジュニア音楽図書館作曲家シリーズ、1981年、新版1997年）、児童向け
- 『ワイン色のつぶやき』（国土社、1983年）
- 『フランス革命の女たち』（新潮社・とんぼの本、1985年）、図版解説
  - 新版『フランス革命の女たち　激動の時代を生きた11人の物語』（新潮社、2021年7月／新潮文庫、2024年1月）
- 『なぜ愛に賭けるのか 女として生きるということ』（PHP研究所 1985年）
- 『男と女・ロマンティック街道』（祥伝社、1989年）
- 『せめて一度の人生ならば』（海竜社、1991年）
- 『花も嵐も結婚も』（集英社、1994年）
- 『文化としての漫画と歴史』（アドバンテージサーバー「ブックレット生きる」、1994年）
- 『名作を書いた女たち 自分を生きた13人の人生』講談社、1995年）、中公文庫、1997年
- 『どうすりゃいいのっ!? 池田理代子の超身の上相談』（白泉社、1999年）
- 『ぶってよ、マゼット―47歳の音大生日記』（中央公論新社、1999年）、中公文庫、2002年
- 『寝てもさめても猫三昧』（主婦と生活社、2002年）
- 『あきらめない人生 ゆめをかなえる四〇からの生きかた・考えかた』（海竜社、2005年）
- 『知識ゼロからのオペラ入門』（芽が出るシリーズ：幻冬舎、2010年）
- 『「ベルサイユのばら」で読み解くフランス革命』（ベスト新書、2016年）[21]
- 『池田理代子第一歌集　寂しき骨』（集英社、2020年）

### 共著
- 『セリ・シャンブル 2　三石由起子・池田理代子の部屋』（旺文社、1985年）
- 『歴史の影の男たち』（宇野亜喜良共著、小学館、1996年）
- 『池田理代子の世界』（朝日新聞出版、2012年）、45周年記念ムック、対談、インタビューほか
- 『続・僕たちが何者でもなかった頃の話をしよう』（文春新書、2018年）

他は平田オリザ,彬子女王,大隅良典,永田和宏

### 翻訳
- 『星をつかんだ女 世界一のベストセラー作家バーバラ・カートランド自伝』（サンリオ、1996年）
- シュガー・ロートボード『スウィート・リヴェンジ 甘美なる復讐』（日本文芸社、1996年）
- ダフニ・ローズ・キングマ『「愛の別れ」を癒す本 新しい人生と向き合うためのこころの処方箋』（大和書房、1996年）
- ダフニ・ローズ・キングマ『さよならの処方箋 別れを乗り越え、たしかな愛をつかむ方法』（大和書房、2000年）

## 画集ほか
- 『ベルサイユのばら オールカラーイラスト全集』（集英社〈週刊マーガレット特別編集〉、1976年4月30日発行）雜誌コード：0429-4/30
- 『池田理代子 ベルサイユのばら 自選複製原画集』（集英社、1979年3月20日発売）0071-790001-3041
- 『池田理代子 ファンタジーイラスト集』（実業之日本社、1980年12月25日発行）0071-156190-3214
- 『複製原画集 オルフェウスの窓 オリジナル・イラスト・セレクション 池田理代子』（集英社〈月刊セブンティーン特別編集〉、1981年9月30日発行）0071-790002-3041
- 『中公コミックス 複製原画集 女帝エカテリーナ 池田理代子』（中央公論社、1984年8月10日発売）ISBN 4-12-001311-1
- 『オスカル 白き薔薇の肖像』（斎藤良一編、徳間書店〈アニメージュ文庫〉、1988年1月31日発売）ISBN 4-19-669573-6
- 『池田理代子画集』（アールビバン株式会社、1999年2月24日発行）
- 『ベルばら連載開始30周年記念 ベルサイユのばら大事典』（集英社、2002年10月13日発売）ISBN 4-08-782052-1
- 『「ベルサイユのばら」の街歩き パリ・ベルサイユ』（JTBパブリッシング、2002年12月25日発売）ISBN 4-533-04571-5
- 『「ベルサイユのばら」その謎と真実 永久保存版』（JTBパブリッシング、2003年1月1日発売）ISBN 4-533-04570-7
- 『別冊宝島(756) 私たちの好きなベルサイユのばら 完全保存版』（宝島社、2003年4月27日発売）ISBN 4-7966-3184-4
- 『ベルサイユのばら オールカラーイラスト集』（JTBパブリッシング、2003年11月1日発売）ISBN 4-533-05012-3
- 『池田理代子イラスト集 FANTASIA [ファンタジア]』（実業之日本社、2004年10月20日発売）ISBN 4-408-61241-3
- 『集英社DVDコミックス ベルサイユのばら 特別編集版』（エー・アイ・アイ、2005年3月1日発売）ISBN 4-08-900515-9 DVD：SHDV-11015
- 『連載開始30周年記念 オルフェウスの窓大事典』（集英社、2005年6月25日発売）ISBN 4-08-782095-5
- 『永遠の少女マンガぬりえ1 ベルサイユのばら』（株式会社セイカ）CN-8122507-A
- 『永遠の少女マンガぬりえ2 オルフェウスの窓』（株式会社セイカ）CN-8120433-A
- 『ぬり絵で楽しむ「ベルサイユのばら」』（ソニー・マガジンズ、2006年7月26日発売）ISBN 4-7897-2927-3
- 『大人のぬりえ ベルサイユのばら ビギナー編』（集英社、2006年7月31日発売）ISBN 4-08-781354-1
- 『大人のぬりえ ベルサイユのばら アドバンス編』（集英社、2006年7月31日発売）ISBN 4-08-781355-X
- 『永遠の「ベルサイユのばら」』（JTBパブリッシング、2008年1月1日発売）ISBN 978-4-533-06994-9
- 『ベルばらミュージアム 40周年記念 ベルサイユのばら展 ビジュアルガイドブック』（集英社、2012年9月13日発売）ISBN 978-4-08-780654-0
- 『ベルサイユのばら40周年+デビュー45周年記念 池田理代子の世界』（朝日新聞出版、2012年9月20日発行）ISBN 978-4-02-272424-3
- 『ベルサイユのばら 塗り絵 Coloriage』（扶桑社、2017年2月2日発売）ISBN 978-4-594-07647-4
- 『池田理代子 麗しの世界』（宝島社、2017年3月6日発売）ISBN 978-4-8002-6868-6
- 『大人のぬりえ ベルサイユのばら なぞり描き編』（集英社、2018年11月26日発売）ISBN 978-4-08-781665-5
- 『デビュー50周年記念展 池田理代子 —「ベルばら」とともに— オフィシャルブック』（展覧会場および朝日新聞SHOPでも販売）
  - 改訂版『ベルサイユのばら アニバーサリーブック 愛と感謝の50周年』（集英社、2022年9月15日発売）ISBN 978-4-08-790083-5

## 音楽作品
- 『思い出の絵ぼんぼり〜歌は美しかった』（2003年7月23日発売、コロムビアミュージックエンタテインメント・DENONレコード）COCQ-83676
- 『ヴェルサイユの調べ〜マリー・アントワネットが書いた12の歌』（2005年11月2日発売、キングレコード〈キングインターナショナル〉、マリー・アントワネット生誕250周年記念作品）KKCC-3010

### カバーアート提供
- LAREINE「薔薇は美しく散る/あの人の愛した人なら…」（2000年2月9日発売、ソニー・ミュージックレコーズ、初回限定盤、コーラス参加）SRCL-4750
- THE ALFEE『THE ALFEE 30th ANNIVERSARY HIT SINGLE COLLECTION 37』（2004年8月25日発売、EXPRESS Virgin Music、初回限定盤）TOCT-25530/2
- 高見沢俊彦「薔薇と月と太陽～The Legend of Versailles～」（2018年7月25日発売、ユニバーサルミュージック、初回限定盤A）TYCT-39079

## 出演・プロデュース作品
- クリス・マルケル監督の映画、サン・ソレイユ Sans Soleil （1983年）日本語版ナレーション
- 『池田理代子インハワイ ハワイの休日』（クリスタル映像、1984年）、イメージビデオ、撮影は村西とおる
- 東京レディースオーケストラ公演（1995年）
- 日中青年文化交流の集い・北京での公演（1996年）
- オペラ『愛の妙薬』（2002年、主演:アディーナ役、並びにプロデュース）
- オペラ『フィガロの結婚』（2004年、伯爵夫人役、並びにプロデュース）
- 小林研一郎指揮・日本フィルハーモニー交響楽団公演「第九」にてソロソプラノ（2004年）
- ミュージカル『赤毛のアン』（2004年、ステラ夫人役）
- 荒川区民オペラ公演オペレッタ『こうもり』（2008年、ヒロインのロザリンデ役）
- 阪急宝塚本線 ラッピング電車「宝夢」（ゆめ）（2018年3月17日（2018年11月17日一部リニューアル） - 2019年10月31日の間運行、イラストを担当）[22]

## CM
- 資生堂『Actea Heart』

## 音声ガイド
- 兵庫県立美術館「マリー・アントワネット物語展」（2013年）